# Charlotte alla milanese
La charlotte alla milanese, nei ricettari più antichi anche indicata come sciarlotte, ciarlotta o carlotta, è un dolce tipico della cucina milanese.

## Storia e caratteristiche
Benché condivida il nome con la charlotte, questo dolce ne condivide il nome solo per la forma: sebbene sia ignota con certezza l'origine del nome, si pensa che tale termine sia da ricondurre alla forma del dolce simile all'omonimo copricapo. La torta consiste in mele tagliate a spicchi fatte cuocere in vino bianco, zucchero e scorze di limone, a cui vengono aggiunti successivamente uvetta e canditi: tale impasto opportunamente condito viene inserito in una fodera di pane raffermo nel tipico stampo e il tutto lasciato cuocere in forno ed infine irrorato di rum.
Delle ricetta esistono molte varianti; la più comune con le pere al posto delle mele, oppure con pan di Spagna al posto del pane. La charlotte alla milanese può essere consumata sia calda sia fredda, e può essere accompagnata da un vino dolce come un Moscato.